# Hans Heinrich Meier
Hans Heinrich Meier (* 17. April 1924 in Zürich; † 4. Januar 2021 in Schaffhausen) war ein Schweizer Anglist.

## Leben
Hans Heinrich Meier war nach der Promotion zum Dr. phil. an der Universität Zürich 1952 von 1967 bis 1986 Professor für englische Sprache und Literatur an der Vrije Universiteit Amsterdam.
Die von Meier besorgte Übertragung und Herausgabe von Miltons Das verlorene Paradies erlebte seit ihrer Erstausgabe 1969 bei Reclam mehrere Neuausgaben.

## Schriften (Auswahl)
- Der indefinite Agens im Mittelenglischen (1050–1350). Die Wörter und Wendungen für „man“. Bern 1953, OCLC 1131221167.
- Constanten in het Engels. Groningen 1963, OCLC 609865714.
- John Milton: Das verlorene Paradies. Stuttgart 2008, ISBN 978-3-15-002191-0.
- The owl & the nightingale. Zürichdeutsche Nachdichtung eines mittelenglischen Dialogs. Dozwil 2014, ISBN 978-3-908141-78-5.